# Tuczki
Tuczki (deutsch Tautschken) ist ein Dorf in der polnischen Woiwodschaft Ermland-Masuren. Es gehört zur Gmina Rybno (Landgemeinde Rybno, 1942 bis 1945 Rübenau) im Powiat Działdowski (Kreis Soldau).

## Geographische Lage
Tuczki liegt am Nordostrand des Landschaftsschutzparks Welle (polnisch Welski Park Krajobrazowy) am Ostufer des Flüsschens Welle (polnisch Wel) im Südwesten der Woiwodschaft Ermland-Masuren, 31 Kilometer westlich der einstigen Kreisstadt Neidenburg (polnisch Nidzica) bzw. 20 Kilometer nordwestlich der heutigen Kreismetropole Działdowo (deutsch Soldau i. Ostpr.).

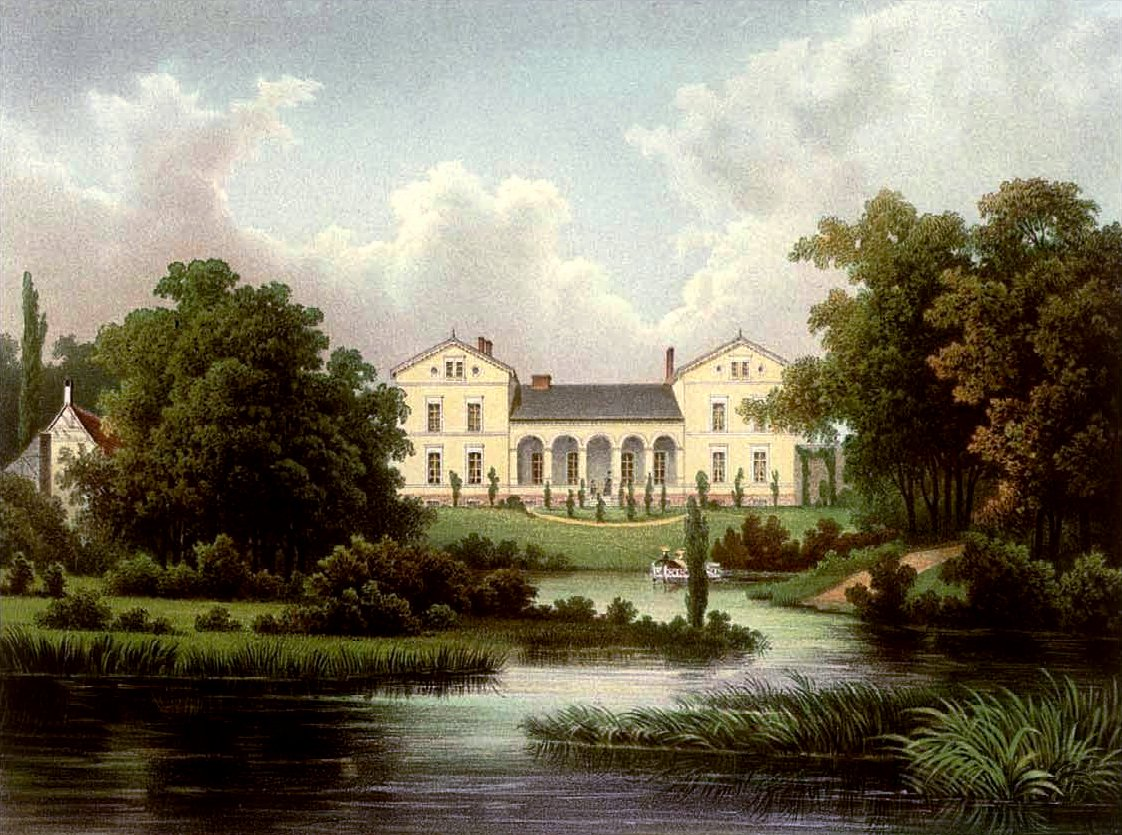
Das frühere Rittergut Tautschken in Tuczki

## Geschichte
Das Rittergut Tautschken wurde 1483 gegründet. Am 28. Mai 1874 wurde es Amtsdorf und damit namensgebend für einen Amtsbezirk im Kreis Neidenburg, Regierungsbezirk Königsberg (ab 1905: Regierungsbezirk Allenstein) in der preußischen Provinz Ostpreußen, zu dem aber lediglich der Gutsbezirk Tautschken gehörte. Im Jahre 1910 zählte Tautschken 221 Einwohner.
Tautschken lag im Soldauer Gebiet, dass gemäß Versailler Vertrag von 1919 an Polen abgetreten werden musste. Das erfolgte am 10. Januar 1920. Tautschken erhielt die polnische Namensform „Tuczki“ und zählte 417 Einwohner im Jahre 1931. Am 1. August 1934 kam Tuczki zur neu gebildeten Landgemeinde Żabiny (deutsch Seeben), die am 26. Oktober 1939 „heim ins Reich“ kam und – in „Landgemeinde Seeben“ umbenannt – in den neuen Amtsbezirk Seeben im Kreis Neidenburg umgewandelt wurde.
Doch bereits 1945 wurde das gesamte südliche Ostpreußen an Polen überstellt. Tautschken erhielt wieder die polnische Bezeichnung „Tuczki“ und ist heute eine Ortschaft im Verbund der Gmina Rybno (Landgemeinde Rybno, 1942 bis 1945 Rübenau) im Powiat Działdowski (Kreis Soldau), bis 1998 der Woiwodschaft Ciechanów, seither der Woiwodschaft Ermland-Masuren zugehörig. Im Jahre 2011 zählte Tuczki 415 Einwohner.

## Kirche
Bis 1945 war Tautschken resp. Tuczki in die evangelische Kirche Groß Koschlau (polnisch Koszelewy) in der Kirchenprovinz Ostpreußen der Kirche der Altpreußischen Union bzw. nach 1920 in die Diözese Działdowo (Soldau) der Unierten Evangelischen Kirche in Polen, außerdem in die römisch-katholische Kirche Gilgenburg (polnisch Dąbrówno) eingepfarrt.
Heute gehört Tuczki zur katholischerseits zur Pfarrei Koszelewy im Bistum Toruń (Thorn), evangelischerseits zur Pfarrei Działdowo mit der – Tuszki näher gelegenen – Filialkirche Lidzbark (Lautenburg) in der Diözese Masuren der Evangelisch-Augsburgischen Kirche in Polen.

## Verkehr
Tuczki liegt an der verkehrspoltisch bedeutenden Woiwodschaftsstraße 538, die in Ost-West-Richtung die Woiwodschaft Kujawien-Pommern mit der Woiwodschaft Ermland-Masuren verbindet. In Nord-Süd-Richtung führt die Landstraße 1255N durch das Dorf und verbindet die Gemeinden Dąbrówno (Gilgenburg), Rybno (Rybno, 1942 bis 1945 Rübenau) und Płośnica (Heinrichsdorf) miteinander.
Seit 1913 ist Tuczki (resp. Tautschken) Bahnstation an der heutigen polnischen Staatsbahn-Linie 9, die von Danzig bis nach Warschau führt. Sie ist zweigleisig und durchgehend elektrifiziert.

## Persönlichkeit
- Walter Rogalla von Bieberstein (1851–1914), preußischer Gutsbesitzer und Politiker, heiratete am 14. Juli 1877 auf Gut Tautschken die Tochter Olga des Gutsherrn Maximilian Schilke